# Invincible (Album)
Invincible (englisch für „unbesiegbar“) ist das zehnte und letzte Soloalbum von Michael Jackson, das zu seinen Lebzeiten veröffentlicht wurde. Es erschien am 29. Oktober 2001.
Die Produktionskosten des Albums liegen je nach Quelle bei 21 oder 30 Millionen US-Dollar, was es zum teuersten Album der Musikgeschichte macht.
Das Album erreichte in 14 Ländern Platz 1 der Charts, darunter in Deutschland und den USA, und wurde über 6 Millionen Mal verkauft.

## Veröffentlichung
Vor der Veröffentlichung des Albums fanden am 7. und 10. September 2001 zwei Konzerte im New Yorker Madison Square Garden statt, mit denen Michael Jackson sein 30-jähriges Bühnenjubiläum feierte. Neben Jackson selbst traten unter anderem Stars wie Whitney Houston, Usher, Britney Spears und viele andere auf, um Jackson zu ehren. Während dieser Konzerte sang Michael Jackson auch die neue Single You Rock My World.
Am 7. November 2001 gab Michael Jackson eine Autogrammstunde im Virgin Megastore in New York.
Sichtbare Promotion für das neue Album war kaum vorhanden. Hatte man z. B. vor Erscheinen des Vorgängeralbums HIStory – Past, Present and Future Book I noch überlebensgroße Statuen in den größten Städten der Welt aufgestellt, wurde für Invincible nicht einmal im Fernsehen geworben.

## Titelliste
1. Unbreakable (6:25) (Rap von The Notorious B.I.G., Hintergrundgesang durch Brandy)
2. Heartbreaker (5:10) (Rap von Fats)
3. Invincible (4:45) (Rap von Fats)
4. Break of Dawn (5:32)
5. Heaven Can Wait (4:49)
6. You Rock My World (5:39) (Intro mit Chris Tucker)
7. Butterflies (4:40)
8. Speechless (3:18)
9. 2000 Watts (4:24)
10. You Are My Life (4:33)
11. Privacy (5:05)
12. Don’t Walk Away (4:25)
13. Cry (5:01)
14. The Lost Children (4:00)
15. Whatever Happens (4:56) (mit Carlos Santana)
16. Threatened (4:19)

## Outtakes
Mehrere Songs, die eigentlich für Invincible aufgenommenen wurden, jedoch nicht Teil des finalen Albums wurden, wurden später auf verschiedenen Werken veröffentlicht.
- Am 3. Dezember 2001 erschien Shout auf der B-Seite der Single Cry.
- 2004 erschienen The Way You Love Me, We’ve Had Enough, Fall Again, Beautiful Girl, In the Back auf dem Kompilationsalbum The Ultimate Collection.
- 2010 erschienen Hollywood Tonight und (I Can’t Make It) Another Day auf dem ersten postumen Studioalbum Michael.
- 2014 erschienen Chicago, A Place With No Name, Blue Gangsta und Xscape auf dem zweiten postumen Studioalbum Xscape.

## Besetzung
- Gesang/Hintergrundgesang: Michael Jackson
- Hintergrundgesang: Brandy, Mischke, LaShawn Daniels, Nora Payne, Marsha Ambrosius, Andraé Crouch Choir, Jason Edmonds, Nathan Walton, Tabia Ivery, Lynne Fiddmont-Lindsey, Mario Vasquez, Mary Brown
- Kinderchor: Scotty Haskell, Andrew Snyder, Melissa Mackay, Monique Donally, Rose Beatty, James Lively, Aley Martinez, Ricky Lucchese, Brandon Lucas, Justin Hall, Brett Tattersol, Mich Haupman
- Chordirektor (Kinderchor): Tom Bähler
- Zusätzlichen Hintergrundgesang: Dr. Freeze, Teddy Riley, Babyface
- Spoken Words: Chris Tucker, Rod Serling, Baby Rubba, Prince Jackson
- Rap: Fats, The Notorious B.I.G.
- Pfeifen: Carlos Santana, Stuart Brawley
- Alle Instrumente (auf einem der Tracks): Michael Jackson, Rodney Jerkins, Dr. Freeze, Teddy Riley, Andre Harris
- Horn: Norman Jeff Bradshaw, Matt Cappy
- Gitarre:Michael Thompson, Michael Landau, Rick Williams, Carlos Santana
- Akustische Gitarre: Babyface
- E-Bass: Babyface, Nathan East
- Schlagzeug: Gerald Hayward, Emanuel Baker, John Robinson
- Perkussion: Paulino Da Costa
- Keyboard: Michael Jackson, Rodney Jerkins, Brad Buxer, Teddy Riley, Babyface
- Synthesizer: Michael Jackson, Rodney Jerkins, Teddy Riley
- Violine: Peter Kent, Gina Kronstadt, Robin Lorentz, Kirstin Fife, John Wittenberg
- Bratsche: Novi Novoq, Thomas Tally
- Dirigent: Jeremy Lubbock
- Tontechniker: Bruce Swedien, Stuart Brawley, Mike Ging, Brad Gilderman, Humberto Gatica, Dexter Simmons, George Mayers, Jean-Marie Horvat, Andre Harris, Brad Buxer, Teddy Riley, Paul Boutin, Tommy Vicari (Streicher-Aufnahme), Bob Brown (Rap-Aufnahme)
- Assistierender Tontechniker: Paul Foley, Alex Greggs, Fabian Marasciullo, Harvey Manson, Vidal Davis, Kb, EQ, Paul Cruz, Harvey Mason Jr., Steve Genewick (Streicher-Aufnahme)
- Koordinator der Streicher-Aufnahme: Ivy Skoff
- Chor-Arrangement: R. Kelly
- Streicher-Arrangement: Bill Meyers, Jeremy Lubbock
- Arrangements: Michael Jackson
- Orchester-Arrangement: Michael Jackson, Jeremy Lubbock
- Synthesizer-Programmierung: Michael Jackson, Brad Buxer
- Drumcomputer-Programmierung: Michael Jackson, Brad Buxer
- Keyboard-Programmierung: Michael Jackson, Brad Buxer
- Mix: Bruce Swedien, Rodney Jerkins, Stuart Brawley, Humberto Gatica, Dexter Simmons, Teddy Riley, George Mayers, Jon Gass, Jean-Marie Horvat, Mick Guzausk

## Covergestaltung
Invincible war in fünf Farbvarianten erhältlich: rot, grün, gelb, blau und standardmäßig silber.
Für das Cover des Albums sollte ursprünglich ein Bild, das der französische Fotograf Arno Bani während einer Fotosession im Jahr 1999 von Jackson gemacht hatte, verwendet werden. Die Idee wurde jedoch aus unbekannten Gründen verworfen. Einige der zur Auswahl stehenden Bilder wurden im Jahr 2010 in Paris versteigert.

## Singles
Vorab erschien am 22. August 2001 die Single You Rock My World mit einem Intro von Michael Jackson und dem Komiker Chris Tucker. Auch ein Kurzfilm mit dem Namen You Rock My World wurde veröffentlicht, in dem Michael Jackson und Chris Tucker die Hauptrollen übernahmen. Trotz guter Radiokritiken, einer Nominierung für einen Grammy (bester männlicher Gesang; Pop) und Erfolge in einigen Charts, hatte sie weniger Erfolg als seine Vorgänger. In Deutschland erreichte sie Platz 6.
Am 3. Dezember 2001 wurde der Song Cry als zweite Single aus dem Album herausgebracht, war aber nicht sonderlich erfolgreich. So erreichte sie beispielsweise Platz 25 in den Charts von Großbritannien und Platz 65 in Australien.
In den USA erschien keine kommerzielle Single, stattdessen erreichten dort You Rock My World, Butterflies und Heaven Can Wait Chartplatzierungen durch Radio-Airplay. Zum Charterfolg von Heaven Can Wait beigetragen hat die Promo-CD An Epic Valentine, die für den Valentinstag 2002 an verschiedene Radiostationen versendet wurde und acht Lieder verschiedener Künstler enthielt.
Als dritte Single sollte im Frühjahr 2002 Unbreakable erscheinen. Allerdings wurden weitere Singles nach einem großen Streit zwischen Jackson und Sony Music abgesagt, sodass der Song nur als singlesided 12" Promo im Vereinigten Königreich und als CD-Promo in Frankreich erschien. 
| Jahr | Titel             | Höchstplatzierung, Gesamtwochen, AuszeichnungChartplatzierungen (Jahr, Titel, , Platzierungen, Wochen, Auszeichnungen, Anmerkungen) | Höchstplatzierung, Gesamtwochen, AuszeichnungChartplatzierungen (Jahr, Titel, , Platzierungen, Wochen, Auszeichnungen, Anmerkungen) | Höchstplatzierung, Gesamtwochen, AuszeichnungChartplatzierungen (Jahr, Titel, , Platzierungen, Wochen, Auszeichnungen, Anmerkungen) | Höchstplatzierung, Gesamtwochen, AuszeichnungChartplatzierungen (Jahr, Titel, , Platzierungen, Wochen, Auszeichnungen, Anmerkungen) | Höchstplatzierung, Gesamtwochen, AuszeichnungChartplatzierungen (Jahr, Titel, , Platzierungen, Wochen, Auszeichnungen, Anmerkungen) | Höchstplatzierung, Gesamtwochen, AuszeichnungChartplatzierungen (Jahr, Titel, , Platzierungen, Wochen, Auszeichnungen, Anmerkungen) | Anmerkungen                                                                                                   |
| Jahr | Titel             | DE | AT | CH | UK | US | R&B | Anmerkungen                                                                                                   |
| ---- | ----------------- | --- | --- | --- | --- | --- | --- | --- |
| 2001 | You Rock My World | DE6 (9 Wo.)DE | AT9 (8 Wo.)AT | CH5 (18 Wo.)CH | UK2 Platin · (18 Wo.)UK | US10 Gold · (20 Wo.)US | R&B13 (20 Wo.)R&B | Erstveröffentlichung: 22. August 2001; Promo-Single in den USA; Verkäufe: + 1.478.000                         |
| 2001 | Heaven Can Wait   | — | — | — | — | — | R&B72 (16 Wo.)R&B | Erstveröffentlichung: 30. Oktober 2001; nur in den USA als Teil der Promo-Single An Epic Valentine erschienen |
| 2001 | Cry               | DE76 (3 Wo.)DE | AT65 (2 Wo.)AT | CH42 (6 Wo.)CH | UK25 (4 Wo.)UK | — | — | Erstveröffentlichung: 3. Dezember 2001                                                                        |
| 2002 | Butterflies       | — | — | — | — | US14 (20 Wo.)US | R&B2 (30 Wo.)R&B | Erstveröffentlichung: 8. Februar 2002; Promo-Single in den USA                                                |

## Kommerzieller Erfolg
Das Album debütierte in den USA mit 366.300 und in Großbritannien mit 110.000 verkauften Einheiten in der ersten Woche auf dem Spitzenplatz der Charts. Jedoch zeichnete sich ab, dass der Erfolg des Albums schnell nachließ. So sank das Album mit 202.000 verkauften Einheiten schon in der zweiten Woche auf den dritten Platz der Charts (ein Einbruch um 45 %). Bis zum Jahresende wurden 1,56 Millionen Verkäufe in den USA erzielt.
Michael Jackson machte für den relativ geringen Erfolg den damaligen Plattenboss von Sony Music, Tommy Mottola, verantwortlich und warf ihm bei einem öffentlichen Auftritt vor dem Virgin Mega Store in New York City vor, er unterstütze afroamerikanische Künstler zu wenig.
Das Billboard Magazine listete Invincible mit 5,4 Millionen verkauften Einheiten auf Platz 11 der weltweit erfolgreichsten Alben des Jahres 2001.
Bis 2017 wurde Invincible 6,5 Millionen Mal verkauft, was rund zehnmal weniger ist als bei Thriller. Damit ist es Michael Jacksons sechsterfolgreichstes Album.
In 14 Ländern erreichte das Album Platz 1 der Charts, nämlich Deutschland, den USA, Großbritannien, Frankreich, Russland, Japan, Italien, Schweden, Irland, Rumänien, Spanien, Portugal, Südkorea und Kanada.
| ChartsChartplatzierungen       | Höchstplatzierung | Wochen |
| ------------------------------ | ----------------- | ------ |
| Deutschland (GfK)              | 1 (15 Wo.)        | 15     |
| Österreich (Ö3)                | 5 (15 Wo.)        | 15     |
| Schweiz (IFPI)                 | 8 (30 Wo.)        | 30     |
| Vereinigte Staaten (Billboard) | 1 (28 Wo.)        | 28     |
| Vereinigtes Königreich (OCC)   | 2 (27 Wo.)        | 27     |

| ChartsJahrescharts (2001)          | Platzierung |
| ---------------------------------- | ----------- |
| Deutschland (GfK)                  | 81          |
| Schweiz (IFPI)                     | 28          |
| Vereinigte Staaten (Billboard)     | 148         |
| Vereinigte Staaten (Billboard R&B) | 79          |
| Vereinigtes Königreich (OCC)       | 62          |

| ChartsJahrescharts (2002)          | Platzierung |
| ---------------------------------- | ----------- |
| Vereinigte Staaten (Billboard)     | 43          |
| Vereinigte Staaten (Billboard R&B) | 8           |

## Auszeichnungen

### Auszeichnungen für Musikverkäufe
| Land/Region                  | Auszeichnungen für Musikverkäufe (Land/Region, Auszeichnung, Verkäufe) | Verkäufe  |
| ---------------------------- | ---------------------------------------------------------------------- | --------- |
| Argentinien (CAPIF)          | Gold                                                                   | 20.000    |
| Australien (ARIA)            | 2× Platin                                                              | 140.000   |
| Belgien (BRMA)               | Platin                                                                 | (50.000)  |
| Brasilien (PMB)              | —                                                                      | 70.000    |
| Dänemark (IFPI)              | Gold                                                                   | (25.000)  |
| Deutschland (BVMI)           | Platin                                                                 | (300.000) |
| Europa (IFPI)                | 2× Platin                                                              | 2.000.000 |
| Finnland (IFPI)              | Gold                                                                   | (16.621)  |
| Frankreich (SNEP)            | Platin                                                                 | (300.000) |
| Italien (FIMI)               | Gold                                                                   | (30.000)  |
| Japan (RIAJ)                 | Platin                                                                 | 100.000   |
| Kanada (MC)                  | Platin                                                                 | 100.000   |
| Mexiko (AMPROFON)            | Gold                                                                   | 75.000    |
| Neuseeland (RMNZ)            | Platin                                                                 | 15.000    |
| Niederlande (NVPI)           | Platin                                                                 | (150.000) |
| Norwegen (IFPI)              | Platin                                                                 | (50.000)  |
| Österreich (IFPI)            | Gold                                                                   | (20.000)  |
| Polen (ZPAV)                 | Gold                                                                   | (35.000)  |
| Portugal (AFP)               | Gold                                                                   | (10.000)  |
| Schweden (IFPI)              | Gold                                                                   | (40.000)  |
| Schweiz (IFPI)               | Platin                                                                 | (40.000)  |
| Spanien (Promusicae)         | Platin                                                                 | (100.000) |
| Südafrika (RISA)             | 2× Platin                                                              | 100.000   |
| Vereinigte Staaten (RIAA)    | 2× Platin                                                              | 2.000.000 |
| Vereinigtes Königreich (BPI) | Platin                                                                 | (300.000) |
| Insgesamt                    | 8× Gold · 19× Platin ·                                                 | 4.620.000 |

Hauptartikel: Michael Jackson/Auszeichnungen für Musikverkäufe

### Grammy Awards
Bei den Grammy Awards 2002 wurde der Song You Rock My World für die Beste männliche Pop-Gesangsdarbietung nominiert, verlor jedoch gegen James Taylors „Don't Let Me Be Lonely Tonight“.
Aufgrund des Veröffentlichungsdatums im Oktober 2001 war das Album für keine weiteren Kategorien bei den Grammys 2002 zugelassen.

### Postume Auszeichnung
Im Dezember 2009, ein halbes Jahr nach Jacksons Tod, wählten die Leser des Billboard-Magazins Invincible zum besten Album des Jahrzehnts.

## Kritiken

### Zeitgenössische Bewertung
Invincible erhielt seinerzeit gemischte Rezensionen von professionellen Musikkritikern.
- Auf Metacritic, einer Plattform, die Bewertungen aus verschiedenen Quellen zusammenfasst, erreichte das Album einen Durchschnittswert von 51 von 100 Punkten, basierend auf 19 Rezensionen.
- David Browne von Entertainment Weekly meinte, dass es Jacksons erstes Album seit Off the Wall sei, das keine Neuheiten bietet, und bezeichnete es als eine Anthologie seiner weniger großartigen Hits.[24]
- James Hunter von Rolling Stone kritisierte, dass einige Balladen das Albums zu lang erscheinen ließen, lobte jedoch das Lied Whatever Happens für seine Rhythmen und hob Carlos Santanas leidenschaftliche Gitarreneinlagen hervor.[25]
- Mark Beaumont vom NME bezeichnete das Album als relevantes und verjüngtes Comeback-Album, das jedoch zu lang geraten sei.[26]
- Robert Christgau von The Village Voice stellte fest, dass Jacksons Fähigkeiten unvermindert seien und er neue Dinge damit mache – sein Funk sei stählerner und seine Balladen luftiger, beides mit beunruhigender Wirkung.
- Nikki Tranter von PopMatters lobte das Album als innovativ und bedeutungsvoll, wobei herausragende Songs wie The Lost Children und Whatever Happens die sentimentaleren Stücke wie Heaven Can Wait und You Are My Life ausgleichen.[27]
- Das Q Magazine beschrieb das Album als klanglich interessant, aber inkonsistent.[28]
- Jon Pareles von der New York Times bezeichnete das Album als das Gegenteil von Thriller. Es sei unpersönlich und enthalte keine Freude oder Humor, kein Gefühl der Befreiung. Jackson würde nur Ideen aus früheren Songs wiederverwerten und sei zu sehr bemüht, das Medienuniversum wieder in Beschlag nehmen und die Hörer zu beeindrucken, dass er vergesse, Spaß zu haben.[29]

### Spätere Bewertung
In retrospektiven Rezensionen wurde Invincible etwas positiver bewertet.
- Beispielsweise wurde der Song Heartbreaker als frühes Beispiel für Dubstep genannt.[30]
- Michael Jackson selbst äußerte, dass er sehr stolz auf Invincible sei und es in seiner Meinung genauso gut oder besser als Thriller sei.[31]
- Produzent Rodney Jerkins meinte, dass es Material gab, das nicht auf das Album gelangte, das er jedoch gerne veröffentlicht hätte. Er wünschte sich eine Neuveröffentlichung des Albums, da es seiner Meinung nach aufgrund von Problemen mit der Plattenfirma nicht angemessen beworben wurde.[32]
- Stephen Thomas Erlewine von AllMusic kommentierte, dass das Album einen Funken besser klinge als alles, was Jackson seit Dangerous gemacht habe. Erlewine merkte an, dass das Album zwar gutes Material enthalte, dieses aber nicht ausreichte, um es zu dem Comeback zu machen, das Jackson gebraucht hätte – dafür hätte das Album unbeschwert statt gehemmt klingen müssen. Dennoch erinnere es daran, dass Jackson fähig sei, guten Pop zu machen.[33]
- Mike Heyliger von PopDose schrieb, dass Invincible nicht so schlecht sei, wie viele behaupten, und dass eine straffere Struktur und eine sympathischere Produktion es zu einem Klassiker hätten machen können.[34]
- In einer späteren Bewertung für den Rolling Stone meinte Jon Pareles, dass Jackson seine sanfte Qualität zugunsten einer grimmigen Berechnung verloren habe.[29]

## Verschiedenes
Kurz vor der Veröffentlichung gab Michael Jackson bekannt, den Vertrag mit Epic (Sony Music) nicht mehr zu verlängern, worauf der damalige Chef von Sony Music, Tommy Mottola, alle Single-Releases, Videoaufnahmen sowie die Promotion für Invincible abbrach.
Im Gegensatz zu den drei Vorgänger-Alben Bad, Dangerous und HIStory fand zu Invincible keine begleitende Welttournee statt. 
Invincible war Jacksons erstes und letztes Studioalbum im 21. Jahrhundert.
Das Album ist dem Mordopfer Benjamin Hermansen gewidmet.